# Yūzīdar
Yūzīdar (persiska: يوزی دَر, وَزِه دَر, یوزیدر, Yūzī Dar) är en ort i Iran.   Den ligger i provinsen Kurdistan, i den nordvästra delen av landet, 400 km väster om huvudstaden Teheran. Yūzīdar ligger 1 373 meter över havet och antalet invånare är 675.
Terrängen runt Yūzīdar är kuperad åt sydost, men åt nordväst är den bergig. Runt Yūzīdar är det ganska tätbefolkat, med 65 invånare per kvadratkilometer. Närmaste större samhälle är Sarchī, 18,6 km öster om Yūzīdar. Trakten runt Yūzīdar består i huvudsak av gräsmarker.